# هیلل
هیلل (عبری:הלל) از دانشمندان و رهبران مذهبی یهودی (زاده نزدیک به سال ۱۱۰ پیش از میلاد، درگذشته در سال ۱۰ میلادی) و از شخصیت‌های تأثیرگذار در تاریخ دین یهود بود.
او بنیانگذار بیت هیلل (בית הלל) در بود. هیلل در بابل زاده شده بود و نسبش از سوی پدر به طایفه بنیامین و از سوی مادر به خاندان داوود می‌رسید. بر اساس میشنا، هیلل بابل را ترک گفت تا در نزد شمعیا و اوطلیون در اورشلیم تورات را بیاموزد. سرانجام وی به عنوان رئیس سنهدرین (ناسی) برگزیده شد و چهل سال در این مقام باقی ماند. فرزندان هیلل تا چندین سال رهبری قوم یهود را برعهده داشتند.
هیلل در زمان تولد عیسی مسیح کاهن اعظم معبد سلیمان بود.